# Lachamp-Ribennes
Lachamp-Ribennes es una comuna nueva francesa situada en el departamento de Lozère, de la región de Occitania.

## Historia
Fue creada el 1 de enero de 2019, en aplicación de una resolución del prefecto de Lozère de 28 de septiembre de 2018 con la unión de las comunas de Lachamp y Ribennes, pasando a estar el ayuntamiento en la antigua comuna de Ribennes.

## Demografía
Según los datos aportados en la resolución del prefecto de Lozère, la comuna se crea con 349 habitantes.

## Composición
| Comuna fusionada | Código INSEE | Población (2016) | Superficie (km²) | Densidad (hab./km²) |
| ---------------- | ------------ | ---------------- | ---------------- | ------------------- |
| Lachamp          | 48078        | 171              | 25.89            | 6.6                 |
| Ribennes         | 48126        | 169              | 24.97            | 6.8                 |